# Ип Ман 3
«Ип Ман 3» (кит. 葉問3) — полубиографический фильм о жизни Ип Мана — первого человека, начавшего открыто преподавать кунг-фу (стиль Вин-Чун). Режиссёр Уилсон Ип, автор сценария Эдмонд Вонг. Фильм является третьим (официальным) в серии фильмов, основанных на жизни Вин-Чун грандмастера Ип Мана, роль которого исполнил Донни Йен. В фильме также принял участие Майк Тайсон. Основные съемки начались в марте 2015 года. Премьера фильма состоялась 22 января 2016 года.

## Сюжет
В 1959 году Ип Ман поселяется в Гонконге. Его старший сын Ип Чин также вернулся в Гонконг. Молодой Брюс Ли посещает Ип Мана и просит стать его учителем, говоря, что он будет его самым лучшим учеником. После того, как Ли демонстрирует свою скорость, Ип не принимает и не отвергает его, а говорит, чтобы он оставил дверь открытой.
После того, как Ип Чин вступает в бой со своим одноклассником Чун Фуном, их учитель, мисс Вонг, просит родителей прийти в школу. В качестве извинения семья Ип приглашает Чун Фуна в свой дом на ужин. В доме Ипа Чун Фун демонстрирует рудиментарные, но впечатляющие навыки Вин-Чун. Когда Ип спрашивает мальчика, кто его наставник, он говорит, что это его отец, Чун Тин-чи, бедный рикша, который появляется, чтобы забрать сына вскоре после этого. Несмотря на то, что он сердечно взаимодействует с Ип Маном, он тайно завидует богатству и популярности Ипа и стремится превзойти его, успешно участвуя в подпольных боях, чтобы заработать дополнительные деньги.
Организатор, Ма Кин-сан, местный лидер триады, также работает на Фрэнка, американского продавца недвижимости и профессионального боксера. Фрэнк приказывает Ма приобрести участок земли, занимаемый школой, где занимаются Ип Чин и Чун Фун. Ма просит месяц, чтобы это было сделано, но под угрозами гарантирует, что это будет сделано в течение двух недель. На следующий день, когда Ип отправляется забрать сына из школы, он видит, что Ма и его люди принуждают и избивают директора школы, который отказывается продать им школу. Ип вмешивается и сдерживает Ма, но вынужден отпустить его. Ип ищет помощи у сержанта «Толстого По», близкого друга и полицейского детектива. По соглашается помочь Ипу, но заявляет о нехватке рабочей силы и влияния. Затем Ип решает охранять школу вместе со своими учениками.
В ту ночь они отбиваются от нападения людей Ма, которые пытаются поджечь школу и похитить директора. Чун, который проходил мимо, помогает отбить захватчиков и спасает директора. Навыки Чуна впечатляют Ипа, и он благодарит его за помощь. Тин Нго-сан, местный мастер боевых искусств и бывший наставник Ма, возмущен недобросовестными действиями Ма и в сопровождении Ипа противостоит Ма на верфи Гонконга, где он унижает его перед людьми. Ма отвечает со скрытым ножом, но Ип останавливает его. По прибывает и удерживает ситуацию в страхе, но Ип в конечном счете позволяет Ма снова уйти, чтобы остудить ситуацию. Ма находит Чуна и предлагает ему большую сумму денег, чтобы отомстить Тину от его имени. Отчаявшись открыть свою собственную школу боевых искусств, Чун принимает предложение и отправляет Тина в больницу. Ип получает звонок из больницы и посещает Тина.
Узнав, что Тин не звал его, Ип понимает, что Ма заманил его в больницу, пока его банда похищает некоторых учеников, в том числе Ип Цина и Чун Фуна. Ип прибывает один на верфи Ма, где Ма держит Ип Чина в заложниках и угрожает продать детей в рабство, если директор школы откажется отдать школу. Узнав, что его сын также был похищен, Чун прибыл, и ему разрешили уйти со своим сыном из-за того, что он был сподвижником; но после того, как его сын говорит ему, что у них остались его друзья, он возвращается и борется с бандитами. Ип и Чун могут удерживать силы, пока отряд полицейских, возглавляемый По, не арестовывает банду, а Ма бежит. После инцидента Фрэнк увольняет Ма и отправляет тайского боксера за Ипом.
Вернувшись домой, Ип узнает, что Вин-син заболела раком и ей осталось жить шесть месяцев. Принимая Вин-син домой из аптеки, Ипа атакует в лифте тайский боксер, которого он побеждает. По позже рассказывает Ипу о Фрэнке, который хочет любой ценой уничтожить Ипа, чтобы помешать его планам. Ип решает противостоять Фрэнку в его кабинете, где он участвует в трёхминутном бою, обещая оставить Ипа в покое, если он сможет продержаться три минуты. Ип изначально ошеломлён силой противника, но начинает поворачивать бой вспять, когда он атакует нижнюю половину Фрэнка, и бой оканчивается ничьёй. Ип покидает офис, и Фрэнк сдерживает свое обещание.
Чун с деньгами, которые он получил от Ма ранее, открывает свою школу боевых искусств и утверждает, что его Вин Чун является подлинным, а Ипа — нет. Чун продолжает строить свою репутацию, победив нескольких мастеров боевых искусств. Наконец, он бросает вызов Ипу на битву, которая решит, кто является настоящим гроссмейстером Вин Чун. Между тем, Ип проводит больше времени со своей больной женой, чувствуя стыд за то, что он пренебрегал ею раньше. В день боя Ип выбирает, чтобы не присутствовать, но вместо этого выходит танцевать с Вин-син и инструктируется Брюсом Ли, которого Ип наконец принимает в качестве ученика. Из-за отсутствия Ипа Чун объявлен победителем, хотя он оказался не удовлетворён отказом Ипа бороться с ним. Вин-син, несмотря на то, что была довольна решением Ипа о том, чтобы сопровождать её, назначает встречу с Чуном от имени Ипа, поскольку она полагает, что Ип пришел бы, если бы не её состояние.
Вин-син сопровождает Ипа к бою. После битвы с шестами, мечами-бабочками и борьбой голыми руками Ип в конце концов побеждает Чуна с помощью удара с одного дюйма. Приняв поражение, провозгласившее гроссмейстером Ип Мана, Чун разрушает вывеску школы. Ип говорит ему, что проводить время со своими близкими важнее, чем соревноваться, и уходит. В эпилоге выясняется, что Вин-син умерла в 1960 году и что Ип помог сделать Вин-Чун известным на международном уровне и оставил наследство.

## В ролях
| Актёр          | Роль         |
| -------------- | ------------ |
| Донни Йен      | Ип Ман       |
| Майк Тайсон    | Френк        |
| Макс Чжан      | Чун Тинь-Чи  |
| Сарут Ханвилай | Тайский боец |
| Кент Чэн       | Фатсо        |

## Съёмки
Во время съёмки сцены драки между Фрэнком и Ип Маном Донни Йен ударом локтя повредил указательный палец левой руки Тайсона, однако съёмки продолжились; позже оказалось, что это был перелом. Йен отмечал профессионализм и скромность Тайсона.